# Darkest Hour
Darkest Hour es una banda norteamericana de metalcore y death metal melódico fundada en 1995 en Washington D. C..Si no se rompen al comienzo de su carrera, la banda ha recibido elogios por sus álbumes Undoing Ruin, Deliver Us y The Eternal Return. Deliver Us debutó en el número 110 en las listas de álbumes de Billboard, con ventas de 6,600,  y su esfuerzo más reciente The Eternal Return les valió una posición aún más alta en las listas de álbumes de Billboard en el número 104. Su último esfuerzo autotitulado registró 102 en el Billboard 200, un pico para la banda, y marcó un cambio estilístico en la discografía de la banda.

## Historia
Darkest Hour se formó en 1995, inicialmente con el vocalista John Henry, el guitarrista Michael Schleibaum, el bajista Raul Mayorga y el baterista Matt Maben en Washington D. C.
En el año 1996 la banda lanzó su primer EP titulado The Misanthope. En 1999, Darkest Hour lanza otro Ep llamado The Prophecy Fulfilled, en el cual se dieron los siguientes cambios de alineación: ingresó como segundo guitarrista Fred Ziomek, el bajista Billups Allen y al baterista Ryan Parrish. Juntos vieron su álbum debut The Mark of the Judas en el año 2000, bajo M.I.A. Records.
"The Mark of the Judas" no se promovió ampliamente y tuvo una distribución pobre porque M.I.A. Records salió del negocio poco después del lanzamiento del álbum.
La banda llamó la atención de Victory Records. Su segundo álbum, So sedated, so secure, se lanzó el 7 de agosto de 2001. Después del lanzamiento del álbum, Billups fue reemplazado por Paul Burnette y Ziomet dejó la banda.
Darkest Hour continuó de tour con el amigo de Schleibaum, Mike Garrity, completando las guitarras. Eventualmente, también aceptaron al amigo de Parrush, Kris Norris como el guitarrista principal y empezaron a escribir su siguiente disco.
Mientras Garrity era el guitarrista, la banda fue arrestada y llevada a prisión en Roland, Oklahoma por cargos de posesión de marihuana, cerveza ilegalmente importada y por tener una lata abierta de cerveza. La fianza fue de 6000 dólares. Schleibaum, Burnette y Garrity podían pagar su parte, pero Ryan y John tuvieron que quedarse algunas horas mientras que el resto de la banda fue a conseguir dinero para pagar.

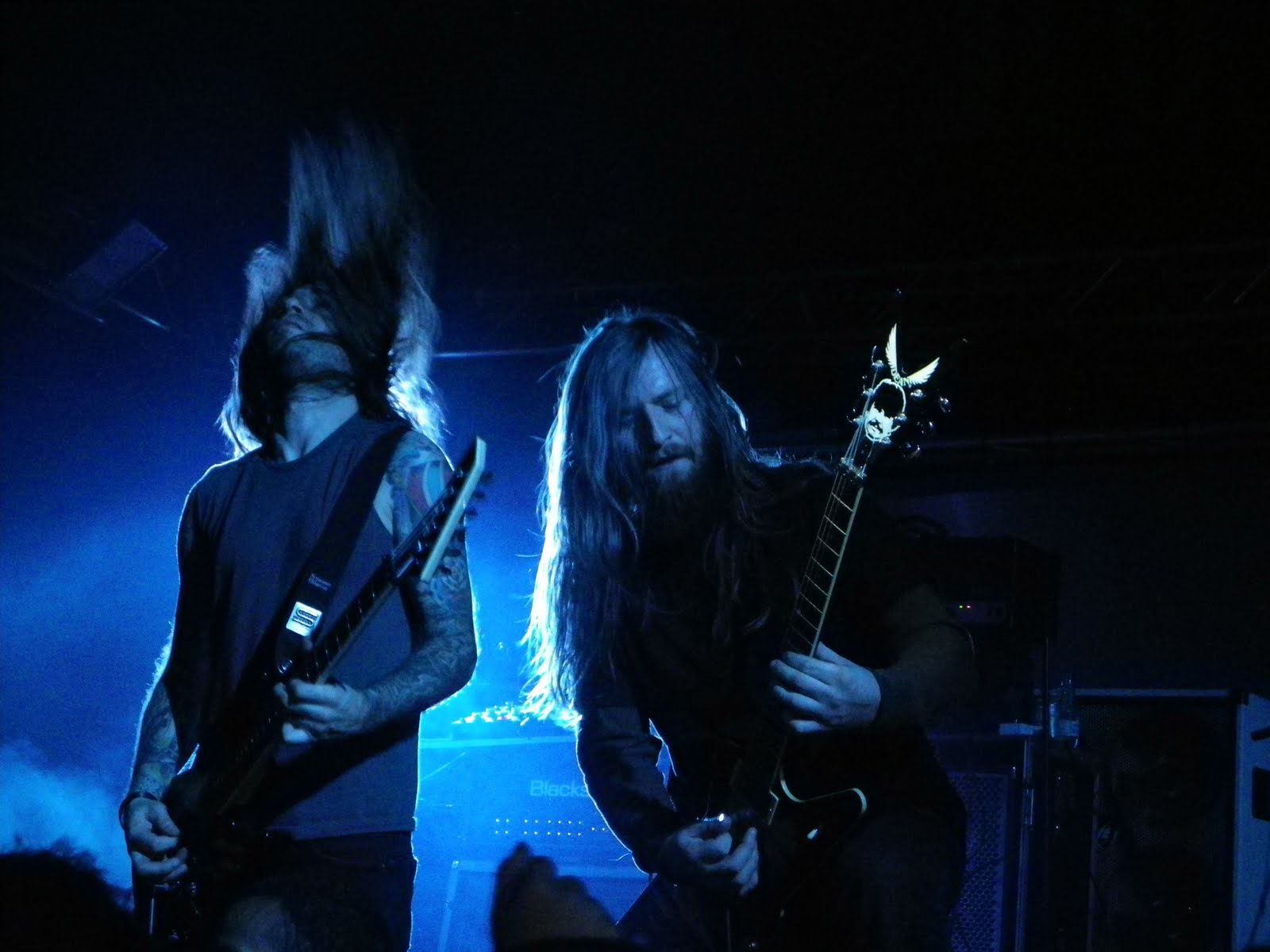
Darkest Hour en un concierto en Baracaldo en 2011.

Su segundo lanzamiento, Hidden Hands for a Sadist Nation salió el 20 de mayo de 2003, producido por el sueco Fredrik Nordstörm. En este disco se aprecia un cambio de sonido, variando del metalcore a un estilo más parecido al death metal melódico.
Como resultado, el álbum ganó mucha atención del público, al punto que fueron invitados a participar en el Ozzfest de 2004. El álbum contenía letras sobre política, criticando el militarismo después del 11 de septiembre de 2001.
Darkest Hour lanza su disco "Undoing Ruin" el 28 de junio de 2005. Fue producido por Devin Townsend en los Greenhouse Studios en Vancouver. Fue el primer disco que entró a Billboard, debutando en el número 138 con ventas en la primera semana de 8,484.
En 2007, la banda estuvo en Vancouver para trabajar en su siguiente álbum con Townsend. El 7 de marzo de 2007, Victory Records anunció que el título sería Deliver Us.
En 2007 la banda tocó en el Sounds of the Underground tour junto con GWAR, Shadows Fall, Chimaira, Every Time I Die, Job for a Cowboy, Goatwhore, The Devil Wears Prada, The Number Twelve Looks Like You, This Is Hell, Amon Amarth, The Acacia Strain y Necro.
Darkest Hour lanzó el 23 de junio de 2009 The Eternal Return, donde puede apreciarse su definido estilo de death metal melódicos y metalcore.

## Discografía

### Principales lanzamientos
| Fecha de lanzamiento  | Título                               | Sello            | Billboard | Notas                            |
| 19 de julio de 2000   | The Mark of the Judas                | M.I.A Records    | -         |                                  |
| 27 de agosto de 2001  | So Sedated, So Secure                | Victory Records  | -         | Relanzado el 7 de marzo de 2006  |
| 20 de mayo de 2003    | Hidden Hands of a Sadist Nation      | Victory Records  | -         | Relanzado el 13 de julio de 2004 |
| 28 de junio de 2005   | Undoing Ruin                         | Victory Records  | #138      | -                                |
| 10 de julio de 2007   | Deliver Us                           | Victory Records  | #110      | -                                |
| 23 de junio de 2009   | The Eternal Return                   | Victory Records  |           | -                                |
| 22 de febrero de 2011 | The Human Romance                    | E1 Music         |           | Relanzado en disco de vinilo     |
| 5 de agosto de 2014   | Darkest Hour                         | Sumerian Records | -         |                                  |
| 10 de marzo de 2017   | Godless Prophets & the Migrant Flora | Southern Lord    |           |                                  |
| 23 de febrero de 2024 | Perpetual I Terminal                 | MNRK Heavy       |           |                                  |

### EP
- The Misanthrope (1996), Death Truck Records
- The Prophecy Fulfilled (1999), Art Monk Construction Records

## En otros medios
- La canción de Darkest Hour «Marching To The Killing Rhythm» del álbum Hidden Hands of a Sadist Nation suena durante siete segundos en la película The Big Bounce protagonizada por Owen Wilson.
- La canción «Demon(s)» del disco Deliver Us sale en el videojuego de Redoctane Guitar Hero 5, de la exitosa saga Guitar Hero.